# حارة (طرق)

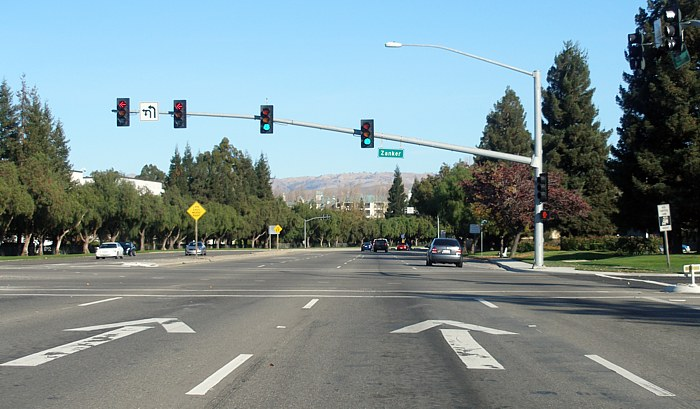
حارات الاتجاه تشير إليها الأسهم في طرق مقاطعة كاليفورنيا في المنطقة G4 (طريق مونتاج السريع) في وادي السيليكون

الحارة أو المَسْرَب، في سياق التحكم في حركة المرور، تمثل جزءًا من طريق مخصص لاستخدامه بواسطة صف واحد من المركبات، للتحكم في السائقين وتوجيههم وتقليل تعارض حركة المرور. معظم الطرق العامة (الطرق السريعة) تتكون من حارتين على الأقل، كل حارة مخصصة لحركة المرور في اتجاه واحد، مفصولة بعلامات الحارة. على الطرق متعددة الحارات والطرق الأكثر ازدحامًا ذات الحارة ين، يتم تصميم الحارات بعلامات سطح الطريق. غالبًا ما يكون للطرق العامة الرئيسية مسلكين متعدد الحارات مفصولين بالفصل الأوسط. يبلغ عرض بعض الطرق والجسور التي تحمل أحجامًا منخفضة جدًا من حركة المرور أقل من 4.6 متر (15 قدمًا)، ويكون لديها حارة واحدة. المركبات التي تسير في اتجاهين متعاكسين يجب على احداهم أن تبطئ أو أن تتوقف للسماح بمرور المركبات الاتية من الاتجاه المعاكس. في المناطق الريفية، وغالبا ما تسمى هذه الحارات البلدية. في المناطق الحضرية، لا تكون للأزقة في الغالب سوى حارة واحدة. غالبًا ما يتم تعيين الطرق ذات الحارة الحضرية والضواحي للمرور في اتجاهٍ واحد.

## السعة
تختلف سعة الحارة على نطاق واسع بسبب عوامل متعددة مثل وجود حارات مجاورة، وعرض الحارة، والعناصر الملحقة بالطريق كالاكتاف وارصفة المشاة، وعدد الحارات، ووجود مواقف السيارات، وحدود السرعة، وعدد المركبات الثقيلة وما إلى ذلك - يمكن أن تصل السعة من 1000 سيارة ركاب/ساعة إلى ما يصل إلى 4800 سيارة ركاب/ساعة ولكن معظمها يقع بين 1500 و 2400 سيارة ركاب / ساعة.

## أنواع

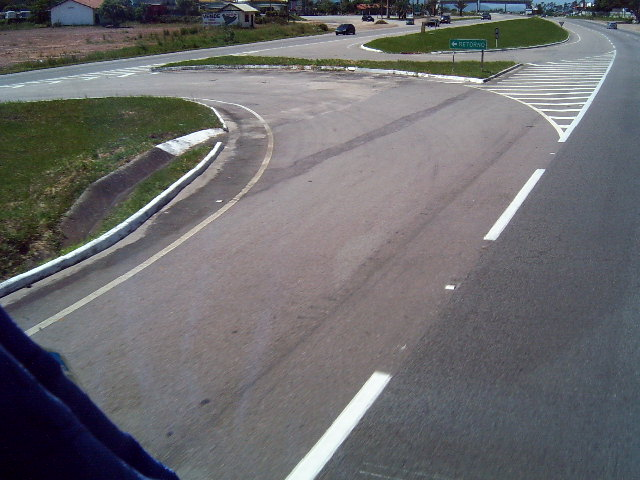
حارة تحويل على رودوفيا BR-101، البرازيل

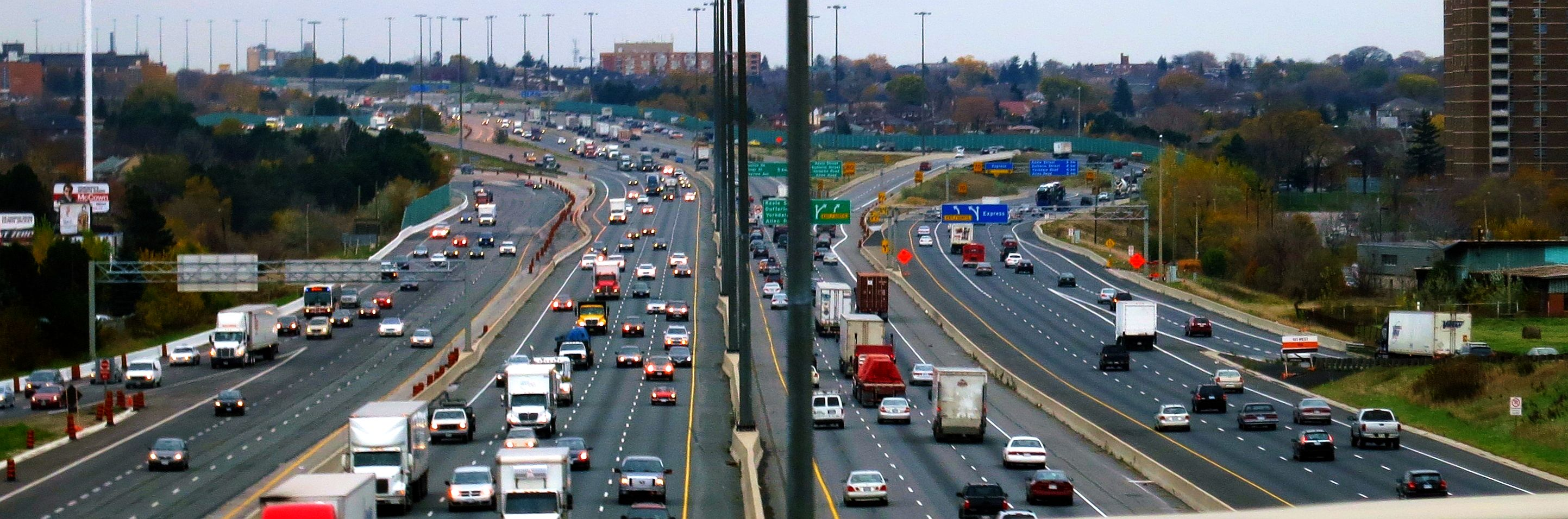
طريق أونتاريو السريع 401 في منطقة تورنتو الكبرى، مع 17 حارة سفر في 6 حارات منفصلة مرئية في المنتصف

- حارة المرور أو حارة السفر هي حارة لحركة المركبات التي تسافر من جهة إلى أخرى، ولا تشمل اكتاف الطريق.
- حارة التغييرهي حارة مرور لتغيير حركة المرور. عند التقاطعات، يمكن الإشارة إليها بواسطة أسهم على الرصيف مشيرة للأمام مباشرة.
- يتم استخدام حارة سريعة للطريق لحركة المرور الأسرع ولديها أقل قدرة على الوصول إلى ارصفة الخروج. في مناطق أخرى، قد يشير الحارة السريع إلى حارة HOV.
- الحارة القابلة للانعكاس (حارة التعارض) هي حارة يمكن فيه تغيير اتجاه حركة المرور لمطابقة ذروة التدفق. يتم استخدامها لاستيعاب فترات تدفق حركة المرور العالية، وخاصة ساعة الذروة حيث يكون التدفق في الغالب في اتجاه واحد، على الطرق التي لا يمكن توسيعها بسهولة مثل الجسور. تتم إزالة حارة واحد أو أكثر من التدفق المقابل وإضافته إلى ذروة التدفق.
- الحارة الإضافية هي حارة غير حارة التغيير، تُستخدم لفصل الدخول أو الخروج أو الحركة المحولة من حركة المرور عبر الطريق.

- تسمح حارة التسارع أو حارة الدمج لحركة المرور التي تدخل الطريق السريع بالتسارع إلى سرعة حركة المرور قبل الاندماج معها.
- حارة التباطؤ هي حارة مجاور للطريق الرئيسي أو الشارع يستخدم لتحسين السلامة المرورية عن طريق السماح للسائقين بالانسحاب من حارة التغيير والتباطؤ بأمان قبل الخروج من الشارع أو الخروج من الطريق السريع. 

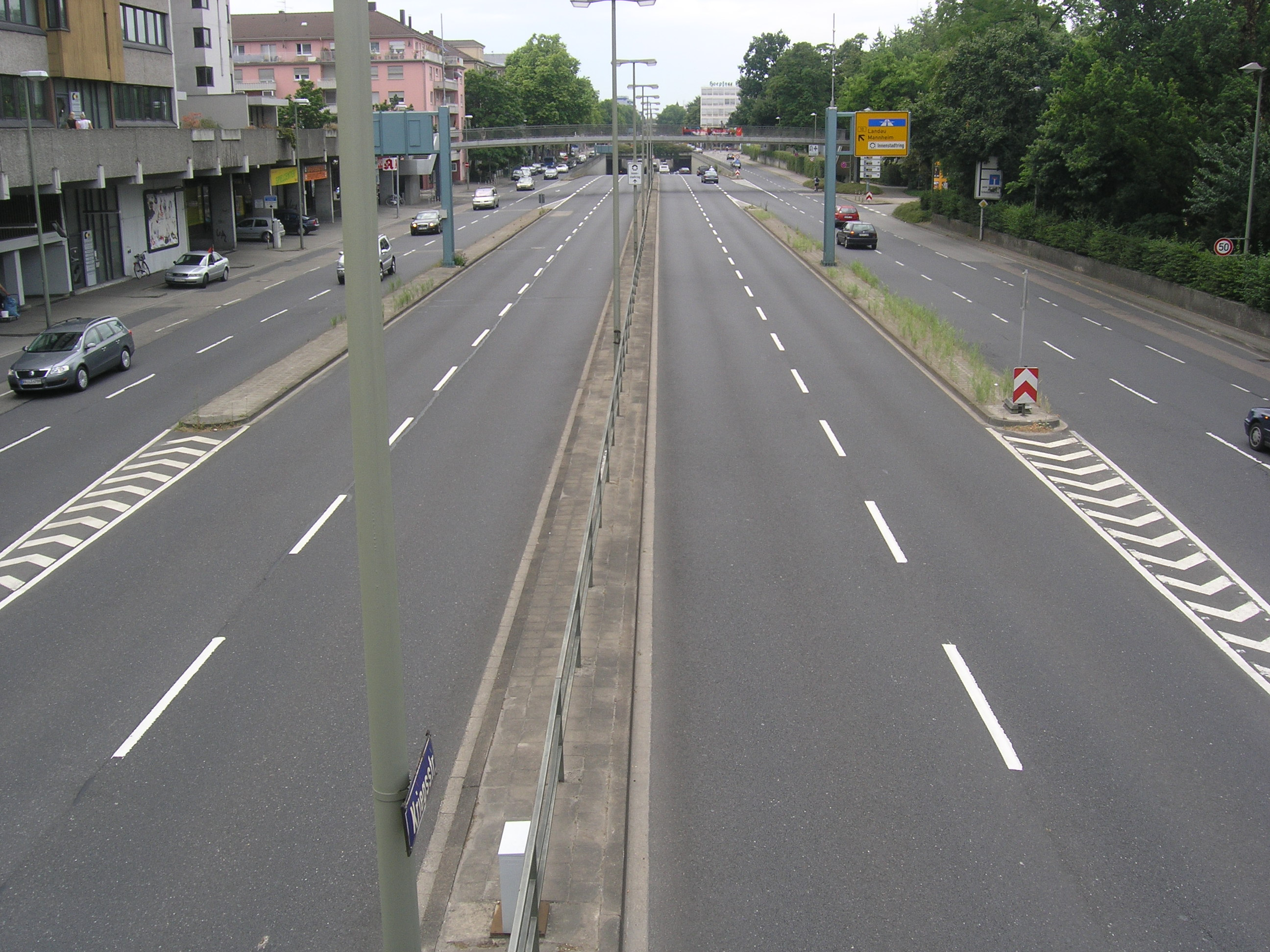
نقل الحارات،دمج حارات السطح الجامع مع حارات التغيير بين نفقين

- يتم تعيين حارة الإنعطاف للتباطؤ واتخاذ منعطف، حتى لا يتم تعطيل حركة المرور. عن طريق إزالة حركة المرور من الحارات عبر الطرق، يتم تحسين سلامة السائقين وإزالة التأخير، ولكن يتم تطويل مسافات المشاة، مما يزيد من تعرضهم للتصادم.
- حارة الانعطاف في اتجاهين هي حارة في وسط طريق للسماح للسائقين المسافرين في أي من الاتجاهين بالتوقف قبل البدء في الحركة المرورية التالية (انعطاف إلى اليسار في بلدان القيادة على اليمين، أو حارة انعطاف إلى اليمين في بلدان القيادة على اليسار) أثناء انتظار وجود فجوة في حركة المرور.
- يتم توفير حارة مرور في بعض الأحيان على طرق مزدحمة ذات حاراتين للسماح للسائقين بالمرور في المركبات البطيئة دون الحاجة إلى عبور خط الوسط والمجازفة بتصادم وجها لوجه.
- غالبًا ما يتم توفير حارة التسلق، أو حارة الشاحنات، أو حارات البطيئة على درجات جبلية شديدة الانحدار، من أجل السماح للمركبات الأصغر بتجاوز المركبات الأكبر والأبطأ. يتم تمييز الخط فقط على امتداد الشق وعادة ما يكون بعد مسافة قصيرة (لاستعادة السرعة).
- الحارة التشغيلية أو الحارة المساعدة هي حارة إضافية على طول الطريق السريع بين المحولات، مما يمنح السائقين مزيدًا من الوقت للدمج أو الخروج. يتم إنشاء الحارة عندما يلتقي منحدر المدخل بالطريق السريع، ويتسرب (بعلامة «خروج فقط») ليصبح المنحدر عند المخرج التالي.
- يتم استخدام حارة النقل للطريق للانتقال من الحارات السريعة إلى حارات التجميع، أو العكس؛ يشبه إلى حد ما حارة مساعدة.
- يتم استخدام حارة التجميع للطريق لحركة المرور البطيئة ولديه إمكانية وصول أكبر إلى المخارج / إيقاف المنحدرات.

- الحارات المخصصة هي حارات مرور مخصصة لأنواع معينة من المركبات.

- يتم حجز حارة المراكب عالية التشغيل أو متقاسمي السيارات لاستخدام السيارات لتقاسم الركوب. في الولايات المتحدة، قد يتم تمييزها برمز ماسي كل بضع مئات من الأقدام (ومن ثم يطلق عليها اسم «الحارة الماسية»)، أو مفصولة عن الحارات الأخرى بخطوط بيضاء مزدوجة مكسورة، أو زوج متواصل من الخطوط الصفراء المزدوجة، أو مجرد كسر واحد خط أبيض.
- حارة رسوم الإشغال العالية عبارة عن مزيج من حارة المراكب عالية التشغيل وتقنية جمع الرسوم التي تسمح للسائقين دون مسافرين باستخدام حارة المراكب عالية التشغيل بدفع سعر إضافي للامتياز.
- يمثل حارة الدراجات المخصصة جزءًا من الطريق أو الكتف المخصص للاستخدام الحصري أو التفضيلي لقائدي الدراجات. يشار إلى هذا التعيين بواسطة علامات كلمة أو رمز خاص على الرصيف وعلامات "BIKE LANE".
- يتم توفير حارة للدراجات النارية في بعض الطرق والطرق السريعة مثل الطريق السريع الفيدرالي في ماليزيا لفصل حركة الدراجات النارية عن الطرق الرئيسية لتقليل الحوادث المتعلقة بالدراجة النارية. قد يشكل حارة الدراجات النارية جزءًا من الكتف الصلب، أو قد يكون حارةًا منفصلًا بالكامل أو أكثر.
- يتم تخصيص حارة للحافلات للحافلات التي توفر وسائل النقل العام على طريق ثابت، وأحيانًا مع سلسال علوي للعربات. في بعض البلدان، يمكن أيضًا استخدام حارات الحافلات بواسطة حركة مرور أخرى، مثل سيارات الأجرة والدراجات والدراجات النارية.
- حارة الترام عبارة عن حارة مخصصة لاستخدام الحافلات والترام وسيارات الأجرة. عادة ما تصادف ذلك في المدن التي بها شبكة ترام على جانب الطريق، مثل زغرب.
- طريق الشاحنات عبارة عن حارة مخصص للشاحنات الطويلة الطول؛ على سبيل المثال، يسمح Florida Turnpike بتركيب مقطورات مزدوجة طولها 96 قدمًا،  عكس الحد الطبيعي البالغ 53 قدمًا للطرق السريعة في فلوريدا. نظرًا لأن التكلفة الرئيسية للنقل بالشاحنات هي التكلفة الثابتة للمقطورة ذاتها مع سائقها، فإن تكلفة الطن الواحد من التشغيل مع حجم الطريق المسموح به والوزن المسموح به هي أقل من 35 إلى 40 في المائة من تكلفة العمليات على الطرق غير المخصصة للشاحنات.

- في بعض المناطق، يتم حجز الحارة المجاورة لكبح السيارات غير المتحركة.

- حارة وقوف السيارات محجوز لمواقف السيارات الموازية.
- حارة النار هي المنطقة المجاورة للكبح، وهي مخصصة لمعدات مكافحة الحرائق أو سيارات الإسعاف أو مركبات الطوارئ الأخرى. عادة ما تتطلب مواقف السيارات في هذه المناطق، التي تتميز غالبًا بالخطوط الحمراء، تذكرة وقوف السيارات.
- حارة التحميل (منطقة التحميل في الولايات المتحدة) هي منطقة بجوار الحد، وهي مخصصة لتحميل وتفريغ الركاب أو الشحن. قد تكون علامة بعلامة («تحميل فقط» أو «منطقة التحميل») أو كبح أصفر أو أبيض اللون.
- يُطلق على الكتف الصلب أحيانًا اسم حارة الطوارئ أو حارة الانهيار، عندما يكون مخصصًا لتعطل المركبات ومركبات الطوارئ. في بعض الطرق المزدحمة، يتم استخدام الكتف كحارة المركبة خلال ساعات السفر القصوى.

- بموجب القانون أو العرف، غالبًا ما يتم تخصيص الحارات الداخلية لحركة المرور بشكل أسرع، ويتم استخدام الحارات الخارجية بواسطة حركة مرور بطيئة.

- حارة التجاوز هي أبعد ما يكون عن كتف طريق / طريق متعدد الحارات (تسمى أحيانًا الخط السريع، على الرغم من أن السلطات قد تم إهمال هذه الحارة)، أي الخط أقصى اليسار حيث تسير حركة المرور على اليمين أو أقصى اليمين حيث محركات المرور في اليسار.
- الحارة البطيئة هي الحارة الأقرب إلى كتف طريق / طريق متعدد الحارات، أي الأبعد عن الخط التجاوز.

تؤدي هذه الاستخدامات إلى عبارات الحياة في الحارة البطيء والحياة في الحارة السريع، وتستخدم لوصف أنماط الحياة المريحة أو المزدحمة، على التوالي وتستخدم كعناوين لمختلف الكتب والأغاني.

## عرض حارة
بشكل عام، ترتبط الحارات الأوسع نطاقًا بتقليل حوادث التعطل،  ولكن في المناطق الحضرية، تزيد الحارات الضيقة (أقل من 2.8 متر) والحارات الواسعة (أكثر من 3.1 ~ 3.2 متر) من مخاطر التعطل. ترتبط الحارات الأوسع نطاقًا (التي تزيد عن 3.3 إلى 3.4 متر) بسرعات تأثير أعلى بنسبة 33٪، بالإضافة إلى ارتفاع معدلات التصادم. قدرة الحمل القصوى أيضًا بعرض 3 إلى 3.1 متر (9.8 إلى 10.2 قدم)، سواء بالنسبة لحركة السيارات والدراجات. ينخفض حجم المشاة مع اتساع الحارات، وتوفر التقاطعات ذات الحارات الضيقة أعلى سعة للدراجات.  مع انخفاض عرض الخط، تقل سرعة حركة المرور.
يناصر المدافعون عن سلامة الأشخاص الذين يمشون والأشخاص الذين يستخدمون الدراجات، ويختلف العديد من سكان المدن الجدد مع التفكير التقليدي في هندسة المرور، قائلين إن السلامة والقدرة لا تتأثر سلبًا من خلال تقليل عرض الحارات إلى أقل من 10 قدم (3.0 م). علاوة على ذلك، تزيد حارات السفر الأوسع من التعرض ومسافة العبور للمشاة عند التقاطعات ومعابر منتصف الطريق.

العروض والارتفاعات المفترضة في تصميم الطرق لأوروبا (بالأمتار)

تستخدم معايير الطريق السريع بين الولايات لنظام الطرق السريعة في الولايات المتحدة 12 قدم (3.7 م) عرض الحارة القياسي، بينما تستخدم الحارات الأضيق على الطرق ذات التصنيف الأدنى.

### أوروبا
في أوروبا، تختلف القوانين وعرض الطرق حسب البلد يتراوح الحد الأدنى لعرض الحارات بين 2.5 إلى 3.25 متر (8 قدم 2 بوصة إلى 10 قدم 8 بوصة). تحدد شبكة Bundesstraße الفيدرالية بين المدن في ألمانيا بحد أدنى 3.5 متر (11 قدم) لكل حارة لأصغر طريقين، 0.25 متر (9.8 بوصة) على الجوانب الخارجية والكتفين لا يقل عن 1.5 متر (4 قدم 11 بوصة) على كل جانب. الطريق السريع الحديث المقسم إلى أوتوبان مع حارة في كل اتجاه له حارات 3.75 متر (12.3 قدم) مع خلوص إضافي قدره 0.50 متر (1 قدم 8 بوصة) على كل جانب؛ مع ثلاثة حارات لكل اتجاه يصبح هذا 3.75 متر (12.3 قدم) للخط أقصى اليمين و 3.5 متر (11 قدم) للطرق الأخرى. قد يكون لطرق الوصول الحضرية والطرق في المناطق منخفضة الكثافة حارات ضيقة يصل 2.75 متر (9 قدم 0 بوصة) إلى 2.75 متر (9 قدم 0 بوصة) في العرض لكل حارة، مع أكتاف لا يقل عن 1 متر (3 قدم 3 بوصة) واسعة.

### مصر
يرتبط عرض الحارة في الكود المصري لتصميم الطرق بنوع الطريق فاقل عرض لحارة المرور بالمتر هو كالاتي: (طريق حر: 3.6 م) (طريق رئيسي: 3.6 م) (طريق فرعي: 3.6 م) (طريق محلي:2.7م)

### عرض حارة اضافية في المنحنيات الأفقية
بناءً على السرعة وانحناء الطريق وخصائص السيارة، تظهر مجموعات مركبات البضائع الثقيلة (HGV) ظاهرة تسمى عالية السرعة خارج المسارات. هذا يعني أن المحور الخلفي للمقطورة / المقطورات لا يتبع الحارة الجانبية لوحدة / شاحنة جرار الشاحنة، ولكنه قد ينتقل بشكل كبير (حتى متر واحد أو بضعة أمتار) بعيدًا عن مركز المنحنى. ومن ثم، فإن / يجب تصميم حارات ضيقة على منحنيات حادة على بعد أمتار قليلة أكبر من الطرق المستقيمة. تعتبر المقطورات التي تتجه إلى الخارج أكبر بكثير على الطرق الشتوية البيضاء الشديدة من الخرسانة على الأسفلت / الأسمنت العاري، مما يتطلب توسيع الحارات بشكل أكبر.
- كما هو موضح في معظم الدول رموز تصميم الطرق.

## علامات الحارة

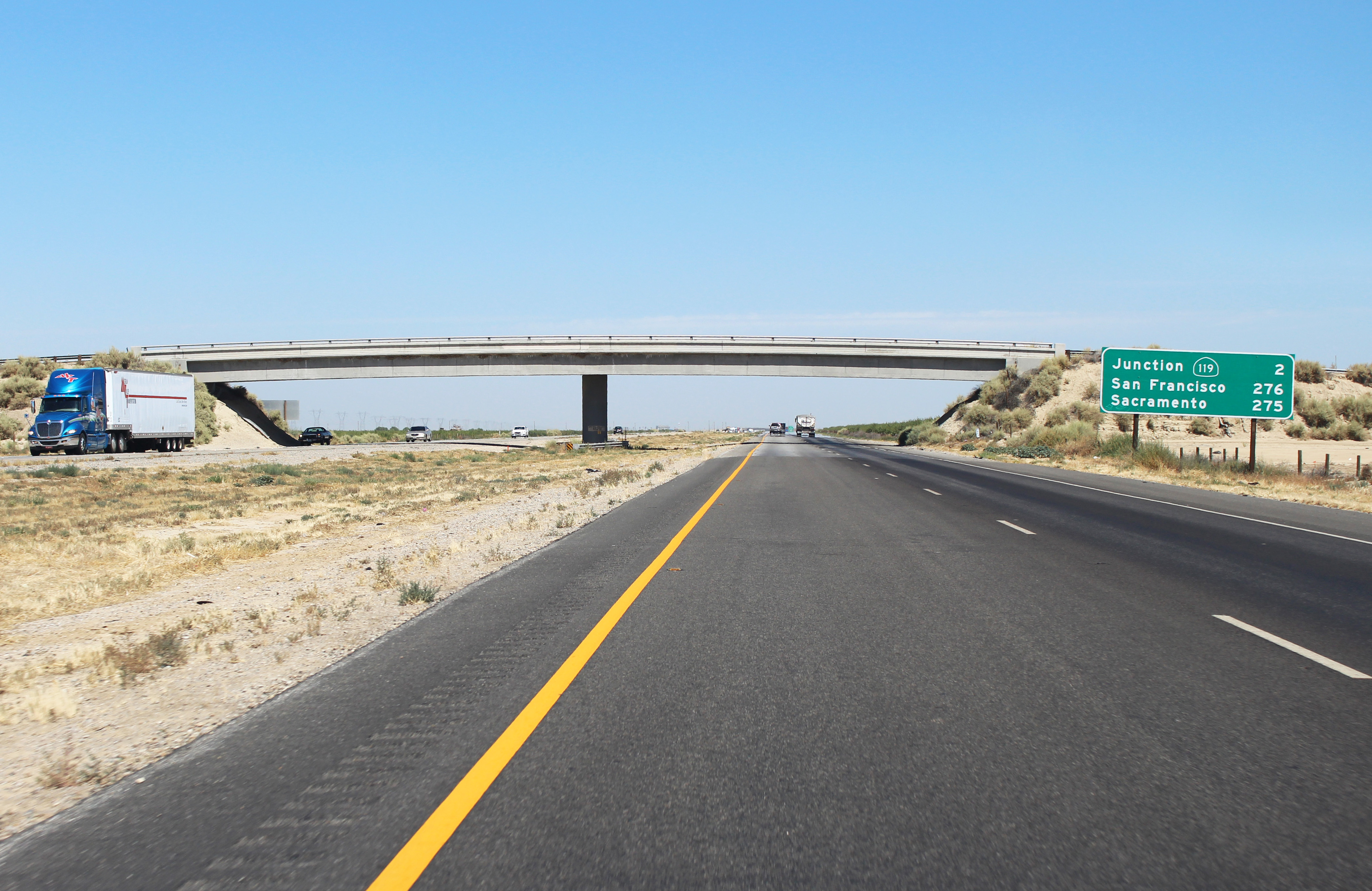
طريق سريع أمريكي ريفي نموذجي (الطريق السريع 5 في وسط وادي كاليفورنيا). الخط الأصفر على اليسار، والخط الأبيض المتقطع في الوسط، والخط الأبيض الصلب على اليمين. الشريط الدمدمة على يسار الخط الأصفر.

علامات الحارة المطلية تختلف اختلافا كبيرا من بلد إلى آخر. في الولايات المتحدة وكندا والمكسيك وهندوراس وبورتوريكو وجزر فيرجن والنرويج، تفصل الخطوط الصفراء حركة المرور التي تسير في اتجاهين متقابلين وتفصل الخطوط البيضاء حارات المرور التي تسير في نفس الاتجاه، ولكن هذا ليس هو الحال في العديد من الدول الأوروبية.
علامات الخطوط هي في الغالب خطوط مرسومة على الطريق بواسطة آلة تأشير سطح الطريق، والتي يمكنها ضبط عرض العلامات وفقًا لنوع الحارة.

### ترقيم الطرق السريعة في كاليفورنيا
تشير تقارير حركة المرور في كاليفورنيا غالبًا إلى وقوع الحوادث «في الحارة X». تعين وزارة النقل في كاليفورنيا (كالترانس) الأرقام من اليسار إلى اليمين. الحارة المارة أقصى اليسار هي الحارة الأول. يعتمد عدد الحارات البطيئة (الأقرب إلى onramps / offramps للطريق السريع) على إجمالي عدد الحارات، ويمكن أن يتراوح ما بين 2 إلى 8.

## التاريخ
خلال معظم تاريخ البشرية، لم تكن الطرق بحاجة إلى علامات الحارة لأن معظم الناس ساروا أو ركبوا الخيول بسرعات بطيئة نسبيًا. ومع ذلك، عندما أصبحت السيارات والشاحنات والحافلات واسعة الانتشار خلال العقدين الأولين من القرن العشرين، أصبحت التصادمات المباشرة أكثر شيوعًا.
يرتبط تاريخ علامات الحارة لبناء السيارات الشامل في ديترويت. أسفر ذلك عن تشكيل أول لجنة للطرق في مقاطعة واين بولاية ميشيغان في عام 1906 والتي كانت تحاول جعل الطرق أكثر أمانًا (خدم هنري فورد على متن الطائرة في السنة الأولى). ستأمر اللجنة ببناء أول طريق خرساني في عام 1909 (شارع وودارد في ديترويت) وتصور خط الوسط للطرق السريعة في عام 1911. ومن هنا أصبح رئيس لجنة الطرق، إدوارد ن. هاينز، معروفًا على نطاق واسع مخترع علامات الخط.
يتم ربط المقدمة كمعيار شائع بجون مكارول، وهي طبيبة في إنديو، كاليفورنيا والتي بدأت تجريب خطوط الطلاء على الطرق في عام 1917 بعد أن فرغت من على طريق سريع بواسطة سائق شاحنة. في نوفمبر 1924، بعد سنوات من الضغط من قبل الدكتورة مكارول وحلفائها، اعتمدت كاليفورنيا رسمياً سياسة رسم الخطوط على طرقها السريعة. تمت تسمية جزء من الطريق السريع 10 بالقرب من Indio باسم الطريق السريع التذكاري الدكتور جون مكارول على شرفه.
تم رسم أول علامات حارة في أوروبا في نقطة ساخنة لحادث في بلدة سوتون كولدفيلد الصغيرة بالقرب من برمنغهام، إنجلترا في عام 1921. استطاع نجاح هذه التجربة في الوصول إلى النقاط الساخنة الأخرى وفي وقت لاحق توحيد الطلاء الأبيض لعلامات الخطوط في بريطانيا العظمى.
تم استخدام العلامات الأولى في ألمانيا في برلين في عام 1925 باستخدام الطلاء الأبيض لعلامات الخطوط وعلامات حافة الطريق. عندما تم تصميم معيار شبكة الأوتوبان الجديدة في الثلاثينات من القرن الماضي، كان يفرض استخدام الطلاء الأسود لخط الوسط لكل حارة، حيث كان اللون الأسود أكثر وضوحًا على السطح المشرق للطرق الخرسانية.
بحلول عام 1939، أصبحت علامات الحارات شائعة جدًا لدرجة أنها كانت موحدة في جميع أنحاء الولايات المتحدة. انتشر مفهوم علامات الخطوط في جميع أنحاء العالم ليصبح معيارًا لمعظم الطرق. في الأصل تم رسم الخطوط يدويًا بالطلاء العادي الذي يبيض بسرعة. بعد الحرب، اخترعت الآلات الأولى لعلامات الخطوط  وأصبح الشريط البلاستيكي معيارًا في الخمسينيات مما أدى تدريجياً إلى وضع علامات الخط على جميع الطرق الرئيسية.

### حركة المرور اليمنى واليسرى
في أغلب البلدان تسير المركبات على الجانب الأيمن من الطريق، وفي بعض البلدان جهة السير هي اليسار. ويهدف تحديد جهة السير في أي بلد إلى تيسير حركة السير وتقليل مخاطر التصادم. حوالي 66.1 % من سكان الأرض يتبعون الجهة اليمنى بينما 33.9 % فقط يتبعون الجهة اليسرى. وحوالي 72 % من طرق العالم تتخذ جهة اليمين، بينما 28 % منها تتخذ اليسار جهةً للقيادة.